# Захаров, Василий Иванович
Василий Иванович Захаров (1923—1944) — лейтенант Рабоче-крестьянской Красной Армии, участник Великой Отечественной войны, Герой Советского Союза (1943).

## Биография
Василий Захаров родился 3 января 1923 года в селе Мормыши (ныне — Романовский район Алтайского края). Окончил школу и один курс Казанского химико-технологического института. В октябре 1941 года Захаров был призван на службу в Рабоче-крестьянскую Красную Армию. Окончил курсы младших лейтенантов. С августа 1942 года — на фронтах Великой Отечественной войны. Принимал участие в боях на Сталинградском, Воронежском и 1-м Украинском фронтах. Участвовал в Сталинградской битве и освобождении Украинской ССР. К октябрю 1943 года лейтенант Василий Захаров командовал взводом 21-го стрелкового полка 180-й стрелковой дивизии 38-й армии Воронежского фронта. Отличился во время битвы за Днепр.
В начале октября 1943 года взвод Захарова переправился через Днепр в районе села Старые Петровцы Вышгородского района Киевской области Украинской ССР и захватил высоту 142,4 на его западном берегу. Взвод трое суток отбивал немецкие контратаки, уничтожив несколько десятков солдат и офицеров противника. Когда противник атаковал расположившихся на правом фланге артиллеристов, Захаров со своим взводом пришёл им на помощь, подбив самоходную артиллерийскую установку и отбросив атаковавших.
Указом Президиума Верховного Совета СССР от 29 октября 1943 года за «образцовое выполнение боевых заданий командования на фронте борьбы с немецкими захватчиками и проявленные при этом мужество и героизм» лейтенант Василий Захаров был удостоен высокого звания Героя Советского Союза. Орден Ленина и медаль «Золотая Звезда» он получить не успел, так как в январе 1944 года во время боёв в Черкасской области получил тяжёлое ранение и попал в плен. 30 января 1944 года был заживо сожжён карателями. Похоронен в братской могиле в посёлке Ольшана Городищенского района Черкасской области Украины.
Был также награждён орденом Отечественной войны 2-й степени.
В честь Захарова названы улица и школа в Ольшане, установлен бюст в селе Романово,  названа улица и установлен бюст в селе Мамонтово Мамонтовского района.